# Pseudexechia edwardsiana
Pseudexechia edwardsiana är en tvåvingeart som beskrevs av Loïc Matile 1971. Pseudexechia edwardsiana ingår i släktet Pseudexechia och familjen svampmyggor.
Artens utbredningsområde är São Tomé. Inga underarter finns listade i Catalogue of Life.